# Thunder Rider
Thunder Rider je páté studiové album německé powermetalové hudební skupiny Majesty. Bylo vydáno 4. dubna 2013 vydavatelstvím NoiseArt Records ve dvou verzích; ve standardní a v deluxe edici. Deluxe edice zahrnuje DVD, ve kterém je obsažen dokument pod názvem Metal Union (Metalová Unie). DVD obsahuje rozhovory s členy metalových skupin, novináři a snaží se ukázat tajemství heavy metalu. Píseň Metal Union, která uzavírá album je hudební konverze tohoto tématu. V písni vystupují hudebníci Sven D´Anna ze skupiny Wizard), Hannes Braun ze skupiny Kissin' Dynamite, Mat Sinner ze skupin Primal Fear a Sinner, Patrick Fuchs ze skupiny Ross the Boss, Andreas Babushkin ze skupiny Paragon) a Marta Gabriel ze skupiny Crystal Viper.

## Seznam písní
1. "Thunder Rider" – 4:46
2. "Warlords of the Sea" – 6:12
3. "Anthem of Glory" – 4:48
4. "Make Some Noise" – 3:48
5. "Metalliator" – 4:52
6. "Raise the Beast" – 6:08
7. "New Era" – 4:55
8. "Asteria" – 6:36
9. "Young and Free (Bonus Track)" – 5:24
10. "Rebellion of Steel" – 4:36
11. "Metal Union" – 6:10

## Obsazení
- Tarek Maghary – zpěv
- Tristan Visser – kytara
- Alex Palma – basová kytara
- Jan Raddatz – bicí